# Shehta Abdelrahim
Shehta Abdelrahim Younis (ar. شحاتة عبد الرحيم; ur. 24 lipca 1944) – egipski piłkarz grający na pozycji pomocnika. W swojej karierze grał w reprezentacji Egiptu.

## Kariera klubowa
W swojej karierze piłkarskiej Abdelrahim grał w klubie Al-Ittihad Aleksandria.

## Kariera reprezentacyjna
W 1974 roku Abdelrahim został powołany do reprezentacji Egiptu na Puchar Narodów Afryki 1974. Na tym turnieju nie rozegrał żadnego meczu. Z Egiptem zajął w 3. miejsce w tym turnieju.